# Jemioła pospolita
Jemioła pospolita, jemioła biała, strzęśla (Viscum album L.) – gatunek rośliny z rodziny sandałowcowatych (Santalaceae; czasem zaliczana do rodziny (lub podrodziny) jemiołowatych). Występuje na terenie niemal całej Europy oraz w południowej i zachodniej Azji. Jest to roślina półpasożytnicza, ma zdolność prowadzenia fotosyntezy, podczas gdy wodę i sole mineralne pobiera od drzewa-żywiciela. 
Jemioła jest rośliną leczniczą. Odgrywała też ważną rolę w dawnych wierzeniach i obyczajach, rolę taką w kulturze zachowała także współcześnie.

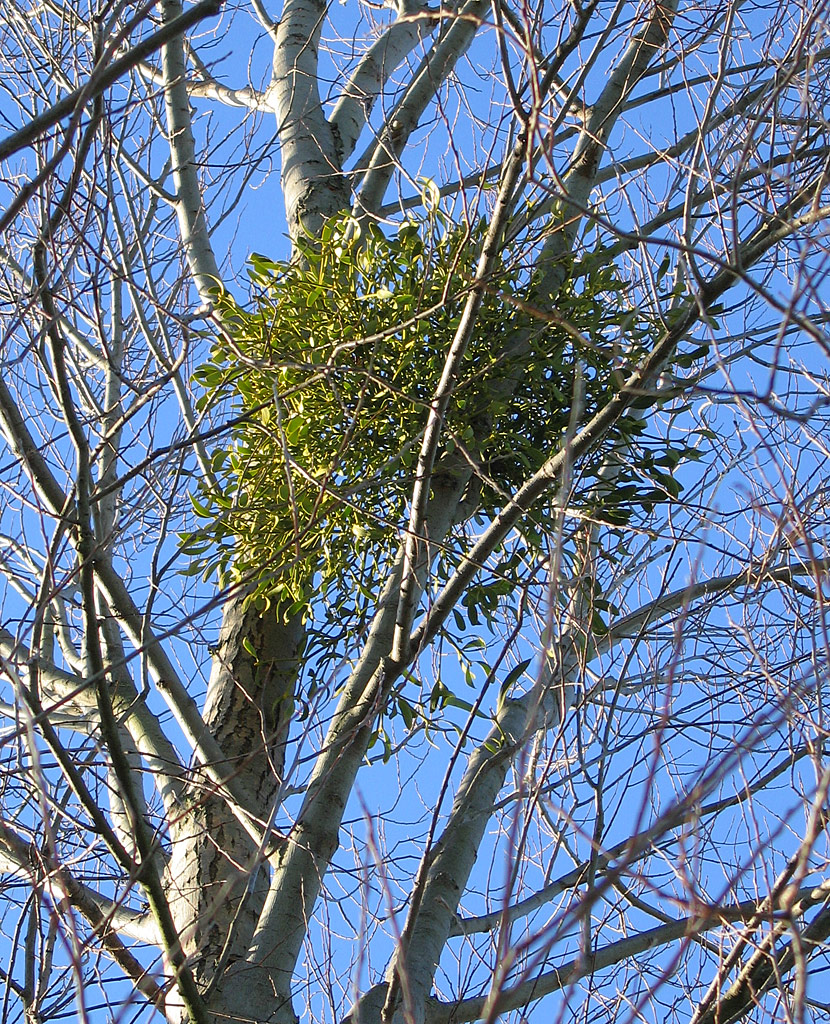
Jemioła pospolita na topoli

## Morfologia
PokrójRoślina zimozielona, o pędzie rozgałęzionym w taki sposób, że przybiera kształt zbliżony do kulistego, o średnicy do ok. 1 m.
ŁodygaZielona, niekorkowaciejąca, rozgałęziająca się pseudodychotomicznie (nibywidlasto).
KorzenieRozbudowany system ssawek rozrastający się w gałęziach drzewa dostarcza roślinie wody i soli mineralnych. System ssawek składa się ze ssawek biegnących między korą i drewnem oraz odgałęzień wtórnych wrastających w drewno.
LiścieDługości od 2 do 8 cm i szerokości od 0,5 do 2 cm. Grube, nagie i skórzaste, szeroko lancetowate, całobrzegie, tępo zakończone lub zaokrąglone. Nakrzyżległe i zrośnięte nasadami po dwa. Żółtozielone i zielone, zimą przybierają odcień oliwkowy (są zimotrwałe).
KwiatyRoślina dwupienna z jednopłciowymi kwiatami, niezdolna do samozapylenia. W strukturze płci stwierdzono dominację osobników żeńskich nad męskimi. Kwiaty są żółtawe i niewielkie (2–3 mm średnicy), zebrane w grupy usytuowane w rozwidleniach gałązek. Okwiat niezróżnicowany. Kwiaty mają miłą woń i wydzielają duże ilości nektaru. Pyłek przenoszą owady.
OwoceBiałe (u niektórych podgatunków żółtawe), okrągłe (u niektórych podgatunków jajowate) nibyjagody o średnicy 6–10 mm, z niewielkimi owocami właściwymi ("nasionami") w środku, w grupach po 2–6. Każde „nasiono” zawiera od 1 do 3 zarodków (poliembrionia). Owoce utrzymują się na gałązkach przez całą zimę.

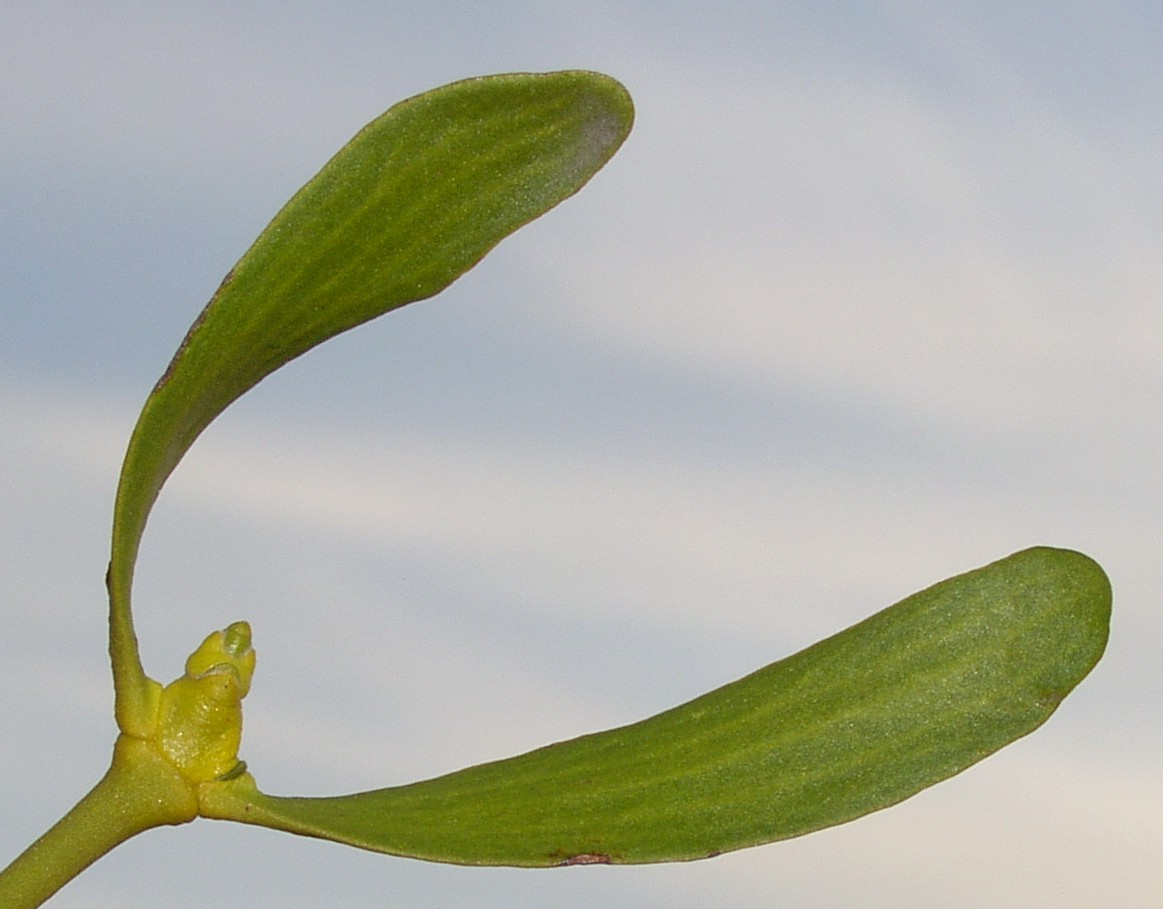
Liście
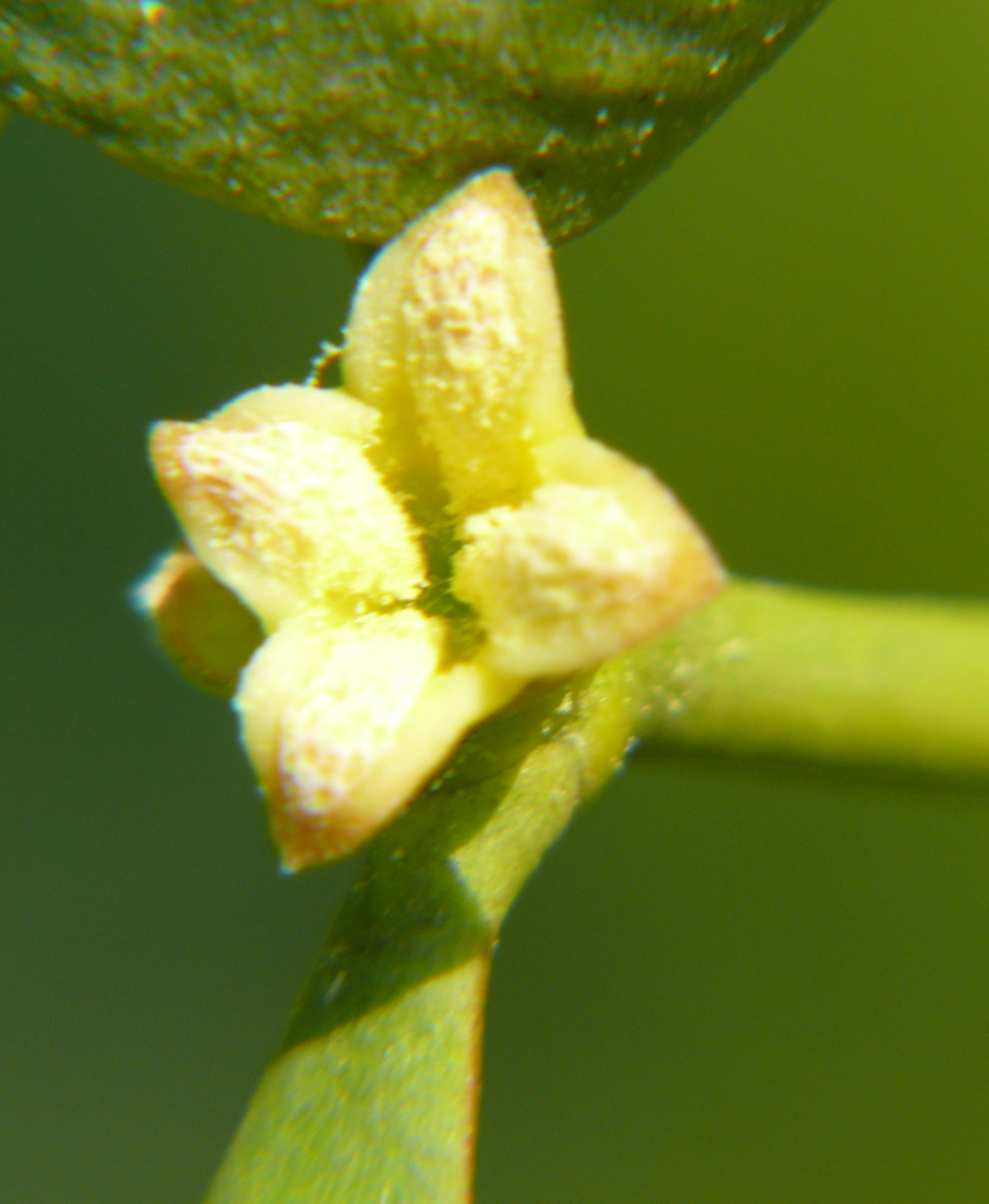
Kwiat męski
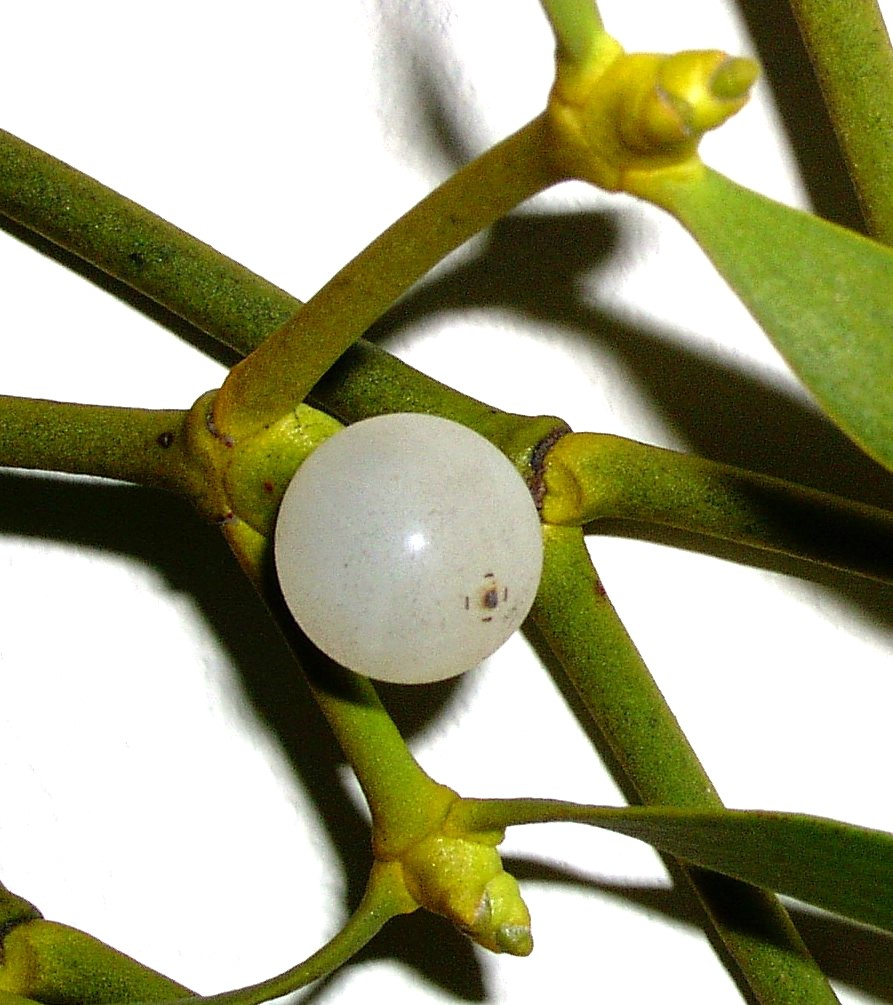
Owoc

## Biologia i ekologia

### Rozwój

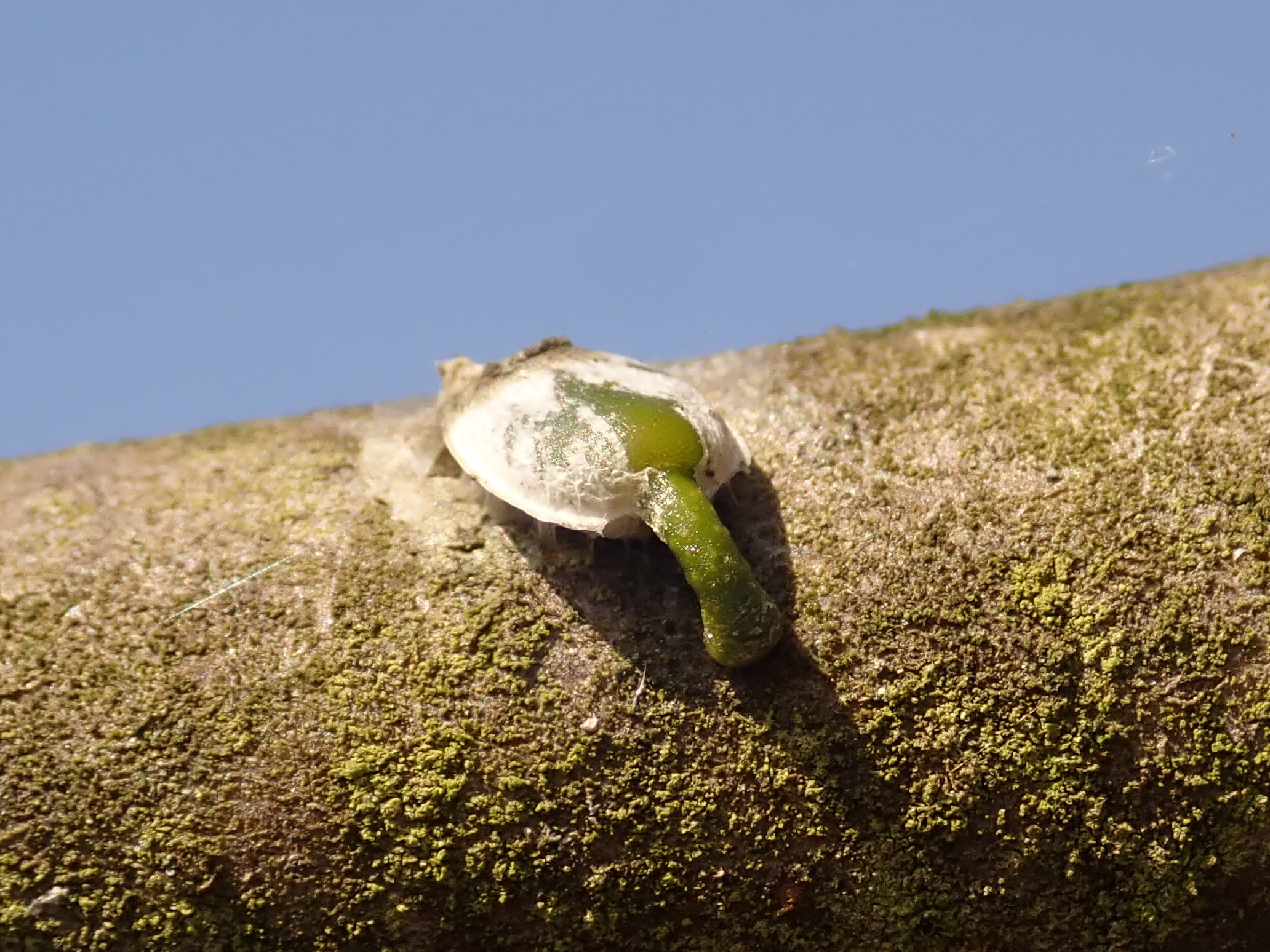
Kiełkujące nasiono

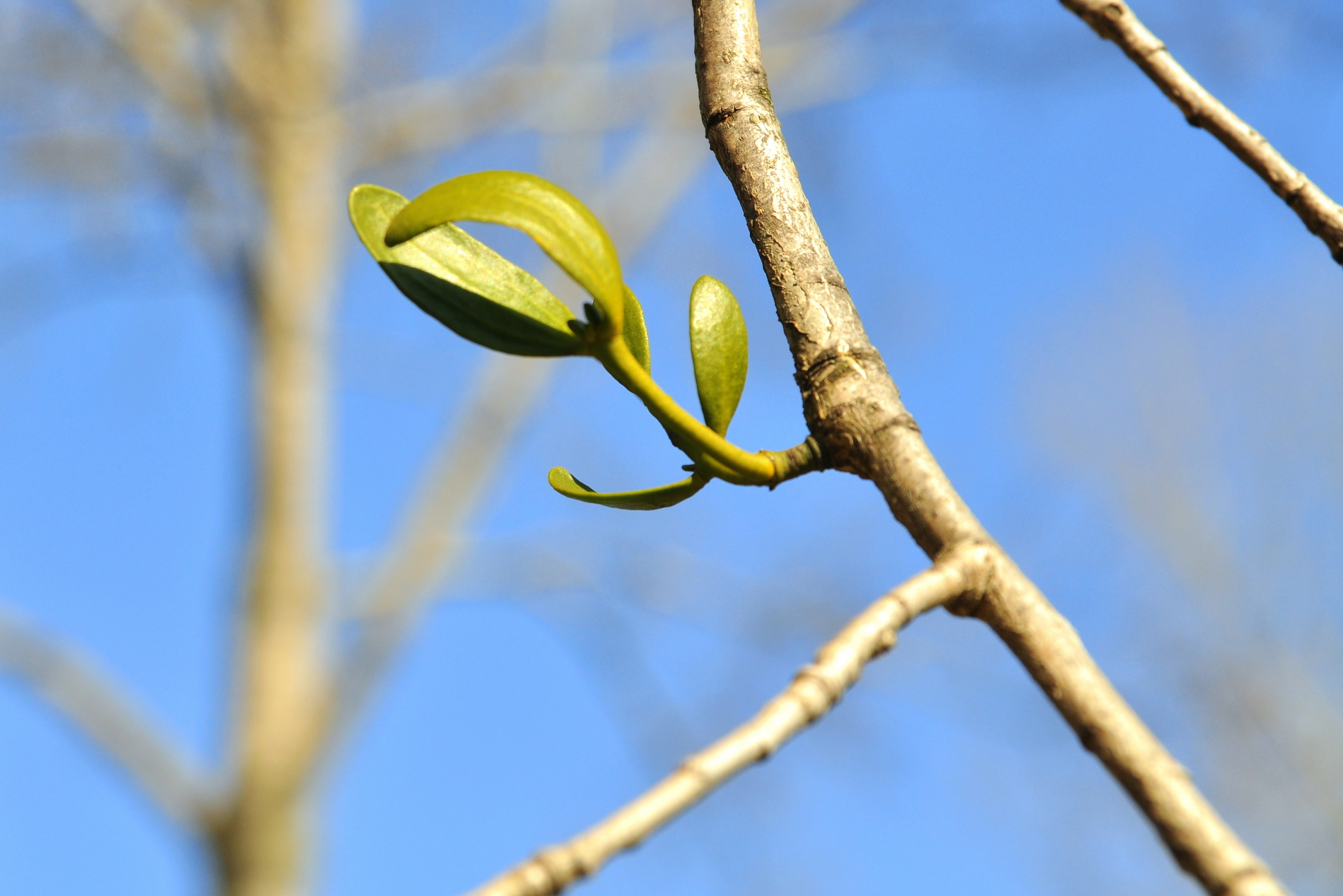
Młoda roślina na pędzie żywiciela

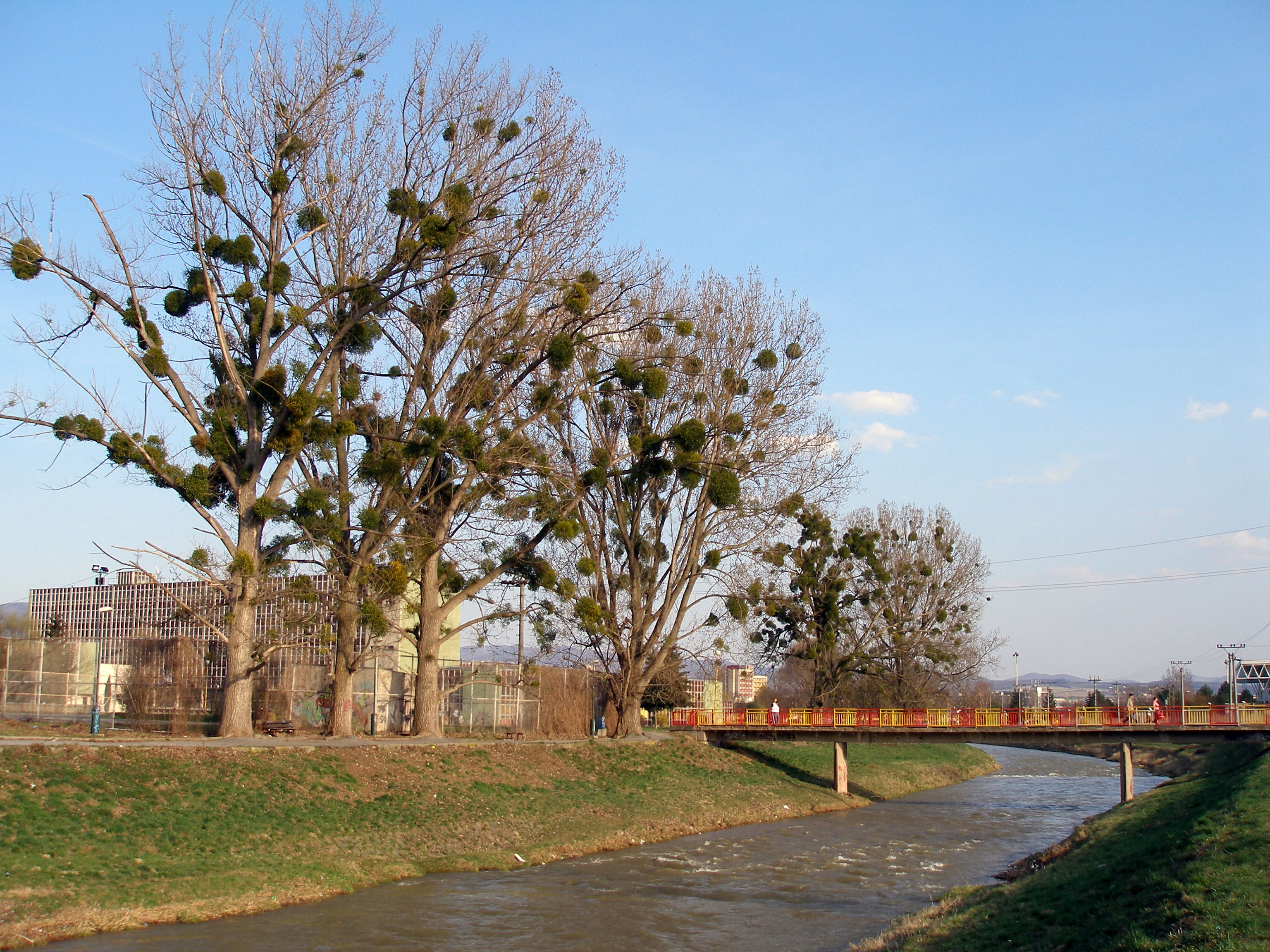
Przykład intensywnego zasiedlenia żywiciela

Jemioła kwitnie od lutego do kwietnia. Owoce dojrzewają późną jesienią i wczesną zimą. Stanowią pożywienie ptaków, które przyczyniają się do rozprzestrzeniania rośliny (ornitochoria). Przy czym tylko jemiołuszki i paszkoty połykają całe owoce, umożliwiając rozprzestrzenianie roślin na większe odległości. Inne gatunki ptaków skubią owoce, które za sprawą kleistego miąższu łatwo przywierają do gałęzi drzewa. Poza ww. istotny udział w rozsiewaniu jemioły ma także kwiczoł i kapturka. Nasiona kiełkują w maju. Młode rośliny początkowo przywierają do drzewa-gospodarza za pomocą ssawek, z czasem wytwarzają korzenie. Co roku przyrasta kolejne rozwidlenie i po ich liczbie można łatwo ustalić wiek rośliny. Wiek roślin ma wyraźny wpływ na zmienność ich cech. Poszczególne rośliny dożywają do ok. 30-40 lat.

### Skład fitochemiczny
Ziele zawiera: flawonoidy, aminy (m.in. cholina, histamina), trójterpeny, kwasy organiczne (m.in. kwas kawowy, ferulowy, betulinowy, oleanowy, ursolowy), wiskotoksyny (0,05–0,1%), syringinę i jej glikozydy. Zawartość poszczególnych składników jest zmienna, co wiąże się ze zróżnicowaniem drzew, na których jemioła pasożytuje oraz warunkami pogodowymi.

### Siedlisko
Jemioła rośnie na drzewach pobierając substancje odżywcze od żywiciela. Wykazuje wyraźne zróżnicowanie jeśli chodzi o preferencje drzewa-gospodarza, przy czym istotne różnice pod tym względem wykazują poszczególne podgatunki. Jej żywicielami jest co najmniej 450 gatunków roślin drzewiastych. W Polsce stwierdzona została na ok. 200 taksonach drzew. Zasiedla drzewa, które ukończyły co najmniej 20 lat. Wykazuje także preferencje wobec drzew rosnących na glebach zasobnych w węglan wapnia. Wraz ze wzrostem deficytów wody w lasach, zwiększa się również stopień zasiedlenia jemiołą młodszych drzewostanów.
Jemioła ma zdolność prowadzenia fotosyntezy, dlatego powszechnie uważano, że jej wpływ na drzewo-gospodarza jest niewielki. Negatywny wpływ jemioły jest jednak większy niż wcześniej sądzono. W okresach suszy aparaty szparkowe jemioły mogą być otwarte, co zwiększa deficyt wody w drzewie. Wcześniejsze doniesienia, że jemioła pospolita oprócz wody i soli mineralnych pobiera również produkty fotosyntezy od rośliny-gospodarza nie zostały potwierdzone. Haustorium jemioły nie wnika również do floemu gospodarza, co potwierdza brak możliwości pobierania od niego związków węgla.
Deficyt wody w zasiedlonych drzewach uruchamia mechanizm obronny polegający na ograniczaniu przez nie transpiracji szparkowej, czego ubocznym efektem jest spadek poboru CO2 i wydajności fotosyntezy (o 22–43%). Pogarsza się też dostępność składników mineralnych. W rezultacie drzewa wolniej przyrastają na grubość, mają mniej liści, gorzej kwitną i owocują, osłabia się odporność na ataki patogenów i zwiększa podatność na uszkodzenia powodowane przez niekorzystne warunki pogodowe. Problemy powodowane przez jemiołę stają się szczególnie istotne dla gatunków osłabionych zmianami warunków klimatycznych takich jak sosna zwyczajna.

## Zmienność
W Polsce występują trzy podgatunki:

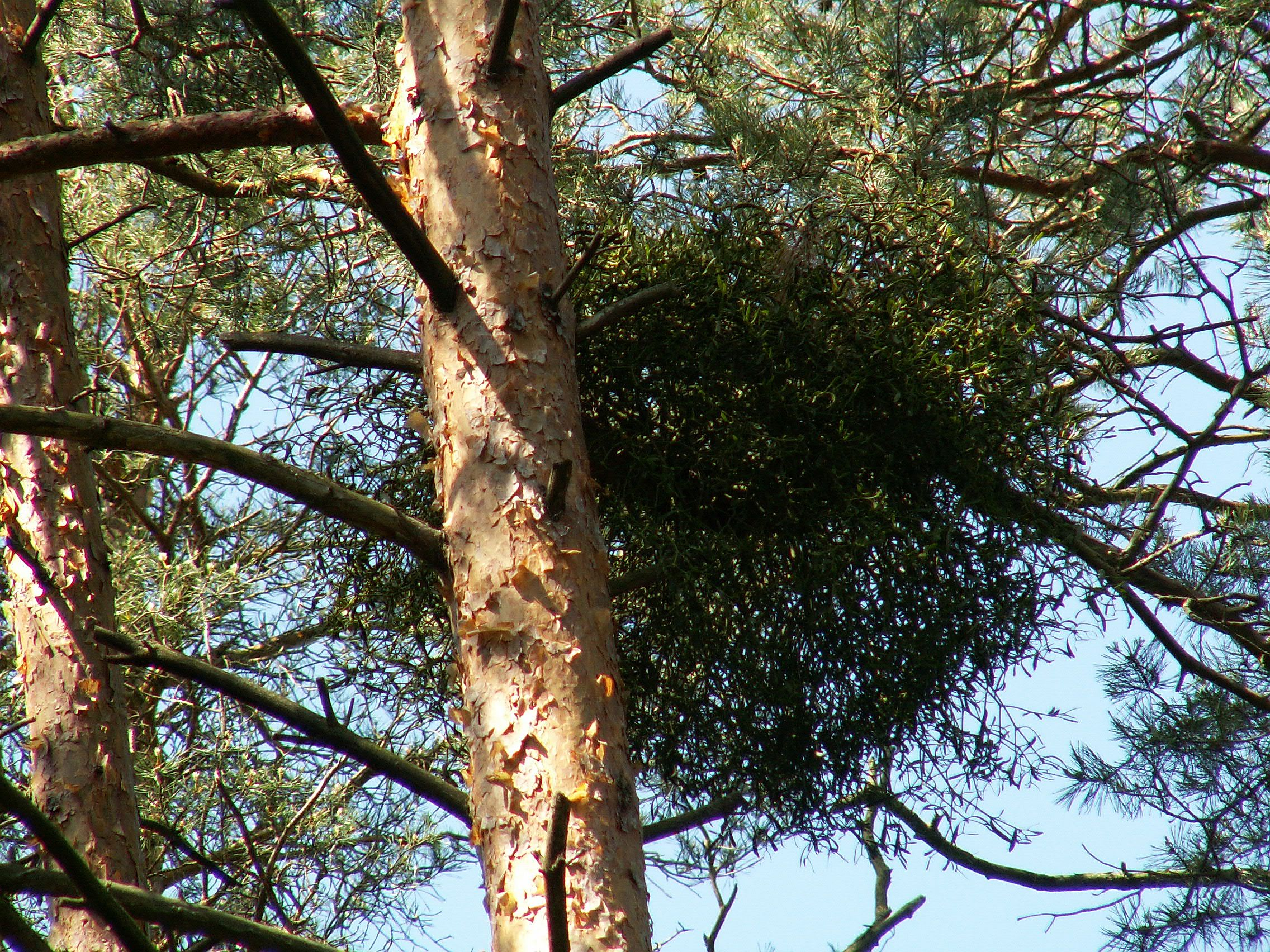
Jemioła pospolita rozpierzchła

- Jemioła pospolita typowa (Viscum album L. ssp. album) – owoc biały i kulisty, pestka trójgraniasta lub sercowata. Rośnie na drzewach liściastych, ale nie wszystkich. Najczęściej i najobficiej porasta topole i brzozy, rośnie także na lipach, robiniach akacjowych, klonach, jabłoniach, gruszach, jarzębinach. Rzadko rośnie na buku zwyczajnym, jesionie wyniosłym, rodzimych gatunkach dębów (czyli dębie szypułkowym i bezszypułkowym)[17].
- Jemioła pospolita rozpierzchła (V. album ssp. austriacum (Wiesb.) Volim., syn. V. austriacum Wiesb. ex Dichtl, V. laxum Boiss. & Reut.) – owoc żółty z eliptyczną pestką. Liście znacznie węższe niż w podgatunku typowym oraz żółto-zielone. Rośnie na sosnach, rzadziej na modrzewiach i świerkach. W Polsce podgatunek bardzo rozprzestrzenia się od drugiego dziesięciolecia XXI wieku[8].
- Jemioła pospolita jodłowa (V. album ssp. abietis (Wiesb.) Abrom, syn. V. abietis Fritsch) – owoc jajowaty i biały, z eliptyczną pestką. Liście większe – do 8 cm długości i 3 cm szerokości. Rośnie tylko na jodłach. Najrzadszy z podgatunków spotykanych w Polsce.

Spoza granic Polski opisywane są następujące podgatunki:
- V. album subsp. meridianum (Danser) D.G.Long. – owoc żółty, liście 3–5 cm długości. Rośnie na klonach, grabach, orzechach, jarzębach. Występuje w południowo-wschodniej Azji.
- V. album subsp. creticum Böhling et al. – owoc biały, liście krótkie. Opisany ze wschodniej Krety, gdzie rośnie na sośnie kalabryjskiej.

## Zagrożenia i ochrona
Prawna ochrona jemioły ma miejsce w krajach Europy północnej. W Polsce nie jest objęta ochroną (chronione są tylko osobniki występujące w granicach różnych obszarów chronionych). Jemioła pospolita może negatywnie wpływać na zdrowotność oraz wzrost drzew. Za szczególnie groźną zaczęła być uznawana w Polsce od drugiej dekady XXI wieku dla sosny zwyczajnej oraz jodły pospolitej. 

## Zastosowanie

### Roślina lecznicza
Własności lecznicze jemioły opisywał już w III w. p.n.e. Teofrast, uczeń Arystotelesa. W Japonii leczono nią niepłodność kobiet.
Surowiec zielarskiMłode pędy i liście (Herba Visci).
DziałanieWyciąg z pędów i liści stosuje się pomocniczo w leczeniu choroby nadciśnieniowej, ponieważ obniża ciśnienie tętnicze krwi, działając bezpośrednio na serce. Stosowany przy podwyższonym ciśnieniu krwi lub jego zmianach pod wpływem bodźców psychicznych, w okresie pokwitania, pomocniczo przy miażdżycy. Z jemioły przemysł farmaceutyczny produkuje preparaty „Cardiosan”, „Neocardina”, „Sklerosan”.

### Inne zastosowania
- Pędy i liście jemioły są chętnie zjadane przez kozy, owce i bydło domowe.
- W starożytnym Rzymie kleisty miąższ owoców jemioły wykorzystywany był w pułapkach jako lep. Naukowa nazwa rodzajowa jemioły viscum oznacza po łacinie lep.

## Uprawa
Roślina nie jest gatunkiem uprawianym i jest pozyskiwana ze stanu dzikiego. Jednak możliwe jest jej wyhodowanie. W celu jej rozmnożenia należy zerwać owoce wczesną zimą i rozgnieść je na gałęzi drzewa, najlepiej gatunku łatwo kolonizowanego przez jemiołę. Najlepsze efekty daje „sadzenie nasion” na dolnej stronie gałęzi i konarów.

## Obecność w kulturze i wierzeniach

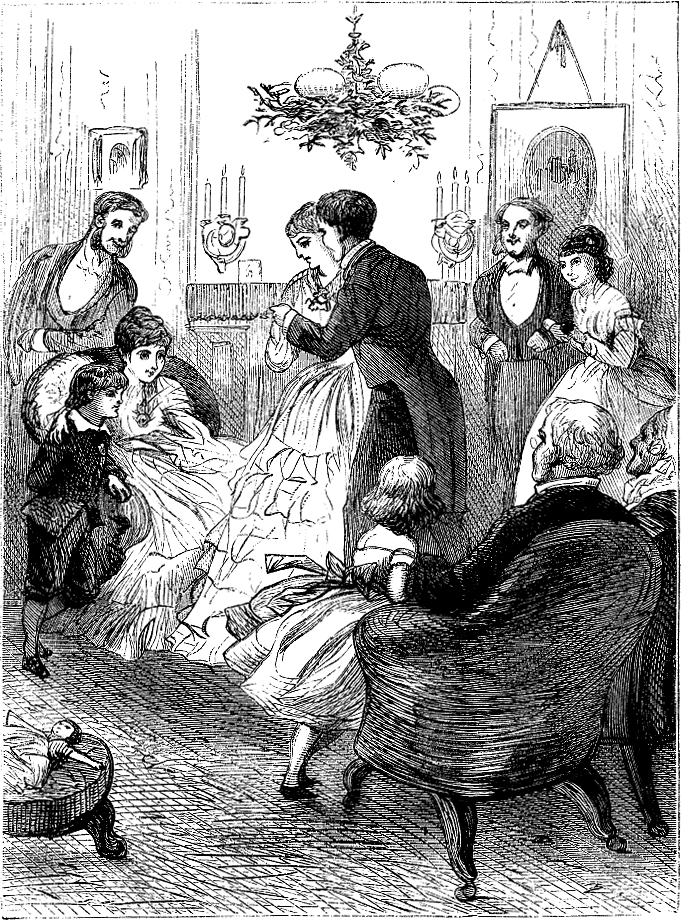
Boże Narodzenie pod jemiołą

- Często podczas świąt Bożego Narodzenia i w Nowy Rok gałązki jemioły wieszane są w domach przy suficie lub nad drzwiami. Jemioła ma przynieść domowi i jego mieszkańcom szczęście w nadchodzącym roku. Zwyczaj ten narodził się w krajach nordyckich, gdzie jemioła zawieszona nad wejściem do domostwa promieniować miała na cały dom zgodą, miłością i szczęściem odpędzając uroki i demony.
- Zwyczaj bezkarnego całowania się pod jemiołą wywodzi się przypuszczalnie z XVII-wiecznej Anglii. Po każdym pocałunku mężczyzna zrywał z krzaku po jednym owocu. Wierzono, że gdy zerwie ostatni, otrzyma dar płodności. Wiąże się to z wierzeniem, że z powodu lepkości soku z owoców, uważano go za boskie nasienie.
- Nierzadko znaleźć można informacje o szczególnych właściwościach jemioły rosnącej na dębach. Według poradników zielarskich to właśnie jemioły z dębów mają najlepsze właściwości lecznicze. Kapłani Gallów odprawiali ceremonie religijne pod dębami, na których rosnąć miała jemioła. Według druidów jemioła ścięta złotym sierpem z dębu szóstego dnia po nowiu uznawana była za bezcenny dar niebios. Stanowiła talizman przeciw czarom, przynosiła szczęście w bitwie i chroniła niemowlęta. Istnieje podejrzenie, że jemioła mogła być mylona z gązewnikiem europejskim Loranthus europaeus[20], który często jest obserwowany na dębie szypułkowym i bezszypułkowym. Jednak doniesienia z Francji i Wielkiej Brytanii wskazują jednoznacznie, że jemioła pospolita może również rosnąć na obu gatunkach dębów, chociaż bardzo rzadko[21][22].